# Alexander Behm
Alexander Karl Friedrich Franz Behm (* 11. November 1880 in Sternberg (Mecklenburg); † 22. Januar 1952 in Kiel) war ein deutscher Physiker.

## Biografie

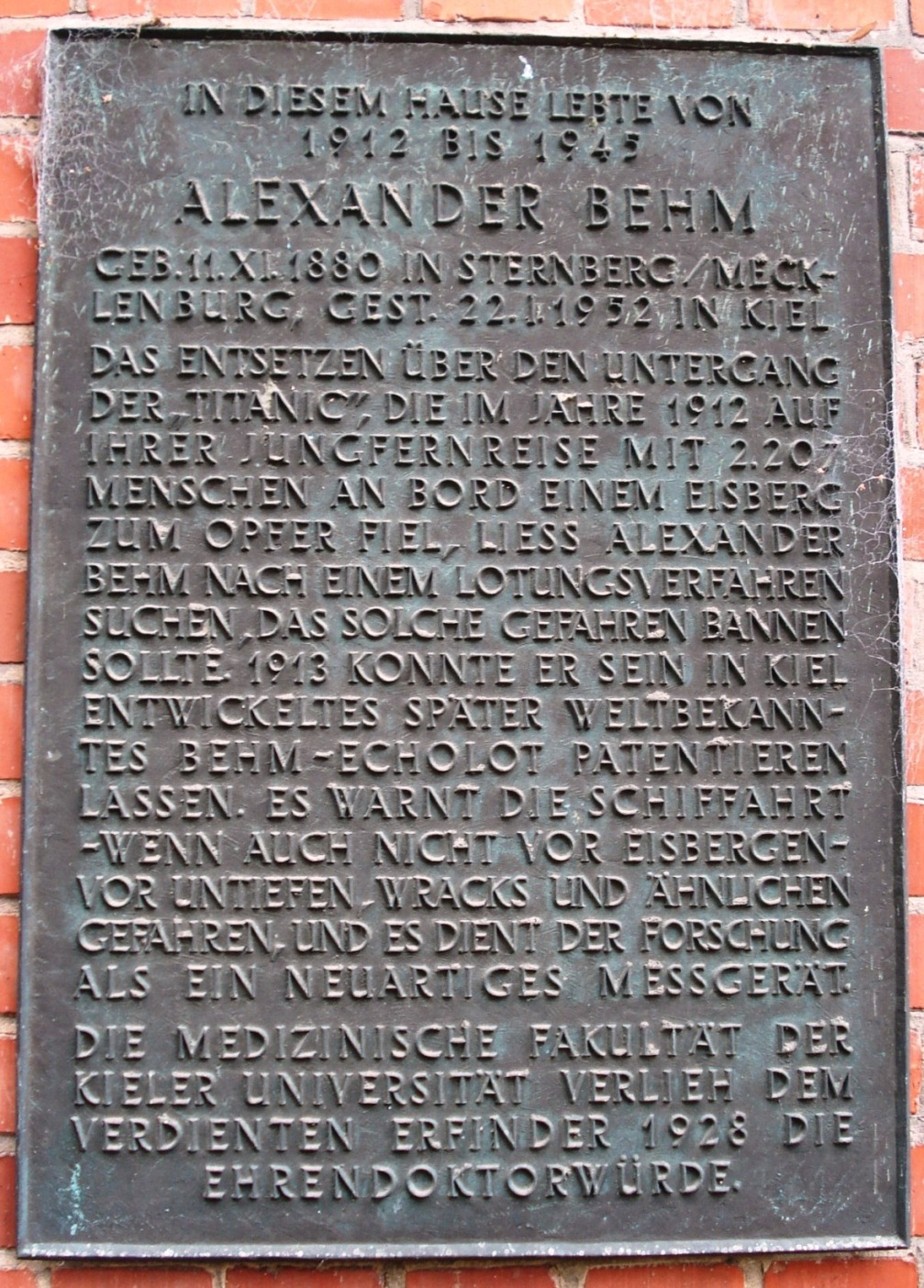
Gedenktafel am ehemaligen Wohnhause Alexander Behms in Kiel (Hardenbergstraße 31)

Behm kam mit seinen Eltern, Oberpostsekretär Ernst Anton Behm (1851–1925) und Paula geb. Prange (1855–1922), sowie zwei jüngeren Brüdern 1884 von Rehna nach Parchim. Von 1888 bis 1896 besuchte er das Friedrich-Franz-Gymnasium (Parchim). 1896 zog die Familie nach Hadersleben (damals Deutsches Reich, heute Dänemark). Sein Physiklehrer Conrad Dunker erkannte Behms Begabung und förderte ihn. Für die übrigen Fächer zeigte er wenig Interesse. Nach der mittleren Reife begann er ein Praktikum bei einem Büchsenmacher. Von 1902 bis 1904 studierte Behm an der Technischen Hochschule in Karlsruhe Elektrotechnik und Physik. Von 1903 bis Ende 1904 war er als zweiter Assistent von Otto Lehmann tätig.
Alexander Behm und Johanna Glamann, Tochter eines mecklenburgischen Gutsbesitzers, heirateten am 14. Februar 1905. Das Paar hatte sich in Hadersleben im Hause des Arztes Magaard kennengelernt.

## Forschung
In Karlsruhe wurden seine Arbeiten auf dem Gebiet der Akustik von Otto Lehmann wahrgenommen. Während mehrerer Jahre als Assistent an einem physikalischen Institut entwickelte er einen Schallstärkenmesser (Sonometer), der Basis für die Entwicklung des Echolots war. Ende 1904 übernahm Behm die Leitung eines von ihm gegründeten, für einen Industrieverband arbeitenden technischen Forschungslabors in Mödling in Niederösterreich. Hier führte er neben wärmetechnischen Untersuchungen solche zur Raumakustik und Schallisolation durch.
Nach dem Untergang der Titanic am 15. April 1912 versuchte Behm, ein Eisberg-Ortungssystem zu entwickeln. Hierbei sollte die Ortung der Eisberge mittels reflektierter Schallwellen erfolgen. Aus diesem Jahr datierte seine erste Patentanmeldung für einen Sonometer. Ebenfalls im Jahr 1912 erfolgte der Wohnortwechsel nach Kiel, wo er in der Firma von Hermann Anschütz-Kaempfe an seiner Erfindung weiterarbeiten konnte.
1915 kaufte er das Kanonenboot Otter und baute es zum Laborschiff um. Die Erfolgsaussichten seiner Versuche im Kieler Hafen und der Heikendorfer Bucht wurden wegen der geringen Wassertiefe und des schlammigen Untergrundes von Fachkreisen als gering angesehen. Zum Studium der Schallausbreitung im Wasser entwickelte er die photographische Aufzeichnung der Schallausbreitung anhand von Versuchen in einem acht Liter fassenden Goldfischaquarium. Schallreflexionen haben sich zwar letztendlich für die Ortung von Eisbergen nicht bewährt, aber der Meeresboden konnte über die Reflexion der Schallwellen erfasst werden. Obwohl es während des Ersten Weltkriegs unabhängig voneinander Parallelentwicklungen in anderen Staaten gab, darf Behm als der deutsche Erfinder des Echolots bezeichnet werden.

Schallausbreitung beim Echolot (schematisch)

Behm erhielt am 22. Juli 1913 das Reichspatent Nr. 282009, das sich auf ein untaugliches Verfahren zur Messung der Meerestiefe auf der Basis der Schall- und Echointensität bezog. Den Durchbruch brachten jedoch seine Echolotentwicklungen in den Folgejahren auf der Basis der Echozeit und sein Kurzzeitmesser, mit dem kleinste Zeitspannen in technisch einfacher und bordtauglicher Weise messbar wurden. Patente hierfür erhielt er 1916 und 1920. Zur wirtschaftlichen Verwertung dieser Erfindung gründete er 1920 in Kiel die Behm-Echolot-Gesellschaft. Die Anwendung des Echolots in der Luftfahrt wurde bei mehreren Zeppelin-Versuchsfahrten – u. a. mit der ZR 3 – erfolgreich getestet. Die Zeppelinwerft urteilte: „Es ist kein Zweifel, daß von allen Verfahren zur Höhenbestimmung die akustische diejenige ist, die allen Anforderungen entsprechen wird.“ Für dieses Verfahren zur Höhenbestimmung auf Luftfahrzeugen erhielt Behm am 12. Juni 1921 das Reichspatent Nr. 442974. Ein weiteres seiner 110 Patente ist die sogenannte Behmfliege, ein künstlicher Angelköder.

## Ehrungen
- 1928 erhielt Behm die Ehrendoktorwürde der medizinischen Fakultät der Christian-Albrechts-Universität zu Kiel.
- 1930 ernannte ihn seine Geburtsstadt Sternberg zum Ehrenbürger.
- Die Behmbank in der Antarktis trägt seinen Namen.
- 1965 wurde die Behmstraße in Flensburg nach ihm benannt.[7]
- 2008 erhielt die Grund- und Gemeinschaftsschule in Tarp den Namen Alexander-Behm-Schule.
- Die Alexander-Behm-Straße in Bremen, Stadtteil Horn-Lehe wurde nach ihm benannt.
- Der Dr.-Behm-Ring in Tarp wurde ebenfalls nach ihm benannt.